# パオロ・ヴォルポーニ
パオロ・ヴォルポーニ（Paolo Volponi、1924年2月6日 - 1994年8月23日）は、イタリアの詩人、小説家。特に工業社会と人間の関わりをテーマにした作風に特徴を持つ。

## 経歴
マルケ州ウルビーノに生まれ育つ。ウルビーノ大学で法律を専攻。卒業直前の1948年に詩集『とかげ』を刊行、この序文は当時ウルビーノ大学で講義していた批評家カルロ・ボーが書いている。
1950年に当時オリベッティ社にいたフランコ・フォルティーニを通じてアドリアーノ・オリベッティに紹介され、社会事業団体unrra-casasに就職、南イタリア各地での調査に従事する。1953年にローマの本部に移り、1955年に第二詩集『古銭』を刊行。またこの時期にピエル・パオロ・パゾリーニと知り合い、小説に関心を持つ。1956年にオリベッティ人事部の社員となり、その後人事、社会事業、文化事業、社員教育、組合関係を総括する責任者となる。1960年の第三詩集『アペニンの戸口』でヴィアレッジョ賞を受賞、詩人としての評価を確立した。1971年に代表取締役就任を要請されるが、これを辞退して退社、文筆活動に専念する。
1962年に最初の小説『メモリアーレ』発表。近代工場で働く主人公の疎外感を描いたこの作品は大きな反響を呼び、マルゾット選奨を受賞する。1965年『アンテオの世界』ではストレーガ賞を受賞、小説家としての地位を固める。

## 作品
詩集
- 『とかげ』Il ramarro 1948年
- 『古銭』L'antica moneta 1955年
- 『アペニンの戸口』Le porte dell'Appennino 1960年
- La nuova pesa 1964年
- Le mura di Urbino 1973年
- La vita 1974年
- Foglia mortale 1974年
- Poesie e poemetti 1946-1966 1980年
- Con testo a fronte 1986年
- Nel silenzio campale 1990年
- È per un'impudente vanteria 1991年
- Poesie 2004年

小説
- 『メモリアーレ』Memoriale 1962年
- 『アンテオの世界』La macchina mondiale 1965年
- Una luce celeste 1965年
- I sovrani e la ricchezza 1967年
- Accingersi all'impresa 1967年
- La barca Olimpia 1968年
- Olimpia e la pietra 1968年
- 『コルポラーレ』Corporale 1974年
- 『イル・シパリオ・ドゥカーレ』Il sipario ducale 1975年
- 『怒りの惑星』Il pianeta irritabile 1978年
- Il lanciatore di giavellotto 1981年
- Le mosche del capitale 1989年
- La strada per Roma 1991年
- Il leone e la volpe 1995年

その他
- Case dell'alta valle del Metauro 1989年（ジョヴァンニ・ガンドルフィと共著、画文集）
- Scritti dal margine 1994年（エッセイ）

作品集
- Romanzi e prose I, II, III 2002-03年